# 28622 Gabadirwe
28622 Gabadirwe è un asteroide della fascia principale. Scoperto nel 2000, presenta un'orbita caratterizzata da un semiasse maggiore pari a 2,864988 UA e da un'eccentricità di 0,131304, inclinata di 2,179301° rispetto all'eclittica. Ha un diametro di 3,560 km.